# 인도네시아 독립컵
인도네시아 독립컵(Indonesian Independence Cup)은 인도네시아의 독립을 기념하기 위해 창설된 국제축구대회이다.

## 역대 대회 및 우승국
- 1985년 - 우승:  칠레
- 1986년 - 우승:  알제리
- 1987년 - 우승:  인도네시아
- 1988년 - 우승:  중화인민공화국
- 1990년 - 우승:  오스트레일리아
- 1992년 - 우승:  말레이시아
- 1994년 - 우승:  태국
- 2000년 - 우승:  인도네시아
- 2008년 - 우승:  인도네시아

## 같이 보기
- 구정컵
- 기린컵
- 네루컵 국제축구대회
- 머라이언컵 국제축구대회
- 메르데카 국제축구대회
- 자카르타 기념 국제축구대회
- 코리아컵 국제축구대회
- 퀸스컵
- 킹스컵
- IFA 실드